# Cladochaeta onyx
Cladochaeta onyx är en tvåvingeart som beskrevs av David Grimaldi och Nguyen 1999. Cladochaeta onyx ingår i släktet Cladochaeta och familjen daggflugor.
Artens utbredningsområde är Venezuela. Inga underarter finns listade i Catalogue of Life.